# La Confusion des peines

La Confusion des peines est un roman de Laurence Tardieu paru en 2011 chez Stock.
Bien que le livre soit présenté comme un roman, il est très largement autobiographique. Il raconte le bouleversement dans la vie de l'auteur qu'a constitué la condamnation en 1977 de son père qui fut l'un des directeurs de la Compagnie Générale des Eaux, dans une affaire de corruption dans le cadre de l'attribution de marché public.
En 2000, à la suite d'un arrêt définitif de la Cour de cassation, son père doit effectuer sa peine de prison. Dans le même temps, la mère de l'auteur est atteinte de cancer et décède en octobre 2000. Il s'agit pour l'auteur, dix ans après les faits, de lever la chape de silence sur la condamnation de son père, silence qui lui semble plus poser problème que l'affaire elle-même, puisqu'il lui était préexistant.